# Szabad Demokraták Szövetsége
A Szabad Demokraták Szövetsége (mozaiknév: SZDSZ) magyar politikai párt volt, amely 1990 és 2010 között tagja volt az Országgyűlésnek. Politikai ideológiáját liberálisként határozta meg. 1994 és 1998, valamint 2002 és 2008 között a kormánykoalíció kisebbik pártja volt. Ifjúsági tagozata az Új Generáció volt.

## Története

### A demokratikus ellenzék korszaka
Az SZDSZ története a Kádár-rendszer demokratikus ellenzékéhez nyúlik vissza.
A csoportosulás a 1970-es évektől kezdődően működött a rendszerrel illegális formában szemben álló, kis létszámú mozgalomként. Elsősorban az ún. szamizdatok (a. m. önkiadvány) nyomtatásával és terjesztésével foglalkoztak, ami nem volt épp veszélytelen. A mozgalom tagjai részvételükkel állásuk elvesztését, útlevelük kiadásának megtagadását, a titkosrendőrség általi zaklatásukat és egyéb retorziókat kockáztattak. A demokratikus ellenzék tevékenységének első viszonylagos nyilvánosságot kapott állomása az 1977-ben a csehszlovákiai Charta ’77 vezetőivel szolidaritást vállaló, 34 értelmiségi által aláírt tiltakozó levél volt. Ennek nyomán a csoport tagjait folyamatosan megfigyelték, telefonjaikat lehallgatták, de a mozgalom inkább csak erősödött.
A következő fontos állomás az 1985-ös monori találkozó más elszigetelt ellenzéki csoportokkal. Külön szervezete volt a Szegényeket Támogató Alap (SZETA), amely a szocializmusban hivatalosan nem létező nyomorgókon igyekezett segíteni.
1981-ben jelent meg a Beszélő szamizdat, amelyet ettől kezdve stencilezett formában nyomtattak, és terjesztettek. A folyóirat szerzői és szerkesztői közt volt a későbbi SZDSZ számos meghatározó politikusa, például Kis János, Kőszeg Ferenc, Haraszti Miklós, Solt Ottilia, Tamás Gáspár Miklós, Bauer Tamás, Pető Iván, Magyar Bálint, meg a szamizdatok illegális nyomtatását és terjesztését szervező Demszky Gábor. A Beszélő és a demokratikus ellenzék másik szamizdatkiadványa, a Demszky által alapított Hírmondó a hivatalos sajtóban tabunak számító témákkal: a rendszer jogtipró jellegével, a gazdaság valódi helyzetével, az MSZMP-ben zajló folyamatok elemzésével, az ’56-os forradalommal, a határon túli magyar kisebbség helyzetével, a hazai vallási kisebbségek üldözésével és az izgatási perekkel foglalkozott. 1987-ben a Beszélőben adták közre a Társadalmi szerződés című tanulmányt, amely leszögezte: „Kádárnak mennie kell”.

### A rendszerváltás és a négyigenes népszavazás
A Beszélő körül szerveződő értelmiségiek az 1988-ban már különböző „alternatív” szervezetekként jelentkező ellenzéki csoportok kapcsolattartásának elősegítésére 1988. május 1-jén megalakították a Szabad Kezdeményezések Hálózatát, melynek alapító okiratát kétszázan írták alá, s felállítottak egy ötven fős Ideiglenes Koordinációs Tanácsot is. Az SZKH féléves működés után alakult párttá a szervezet 1988. november 13-i gyűlésén a budapesti Jurta Színházban, ahol az 1100 résztvevő közül 998-an szavaztak a Szabad Demokraták Szövetségének létrehozására. A gyűlés elfogadta a párt Elvi Nyilatkozatát, és megválasztotta a párt kilenc ügyvivőjét. Az SZDSZ programját 1989. március 19-én és április 16-án fogadta el a Corvin Moziban tartott első közgyűléseken. 1989. október 27-29-én, a párt második küldöttgyűlésén már tizenegy tagú ügyvivői testületet választottak.
Az 1989. március 23-án megalakult Ellenzéki Kerekasztal tagjaként vett részt a rendszerváltozást előkészítő, az átmenet sarkalatos törvényjavaslatairól folytatott háromoldalú nemzeti kerekasztal-tárgyalásokon. Az SZDSZ részben már az EKA megalakulása előtt megalkotta saját választási programját, amelynek a „Rendszerváltás programja” címet adták, és alapvetően a liberális értékekre támaszkodik.
Az EKA megállapodását szeptember 18-án nem írta alá az SZDSZ, mert nem értett egyet a köztársasági elnök parlamenti választás előtti, közvetlen megválasztásával, attól tartva, hogy ez az MSZMP jelöltjének, Pozsgay Imrének kedvezne, s ezzel az állampárt kezében hagyná ezt a pozíciót. A pártállam lebontásának – és az elnökivel szemben a parlamentáris demokrácia megteremtésének – érdekében ezért kezdeményezte a „négyigenes” népszavazást. Az aláírásgyűjtés és az 1989. november 26-án lebonyolított referendum - amely a köztársasági elnök választásának kérdésében 50,7, a másik három kérdésben 95%-os arányban döntött az SZDSZ által javasolt változat mellett - döntő mértékben erősítette meg a pártot.

### Parlamenti pártként

#### 1990–1994

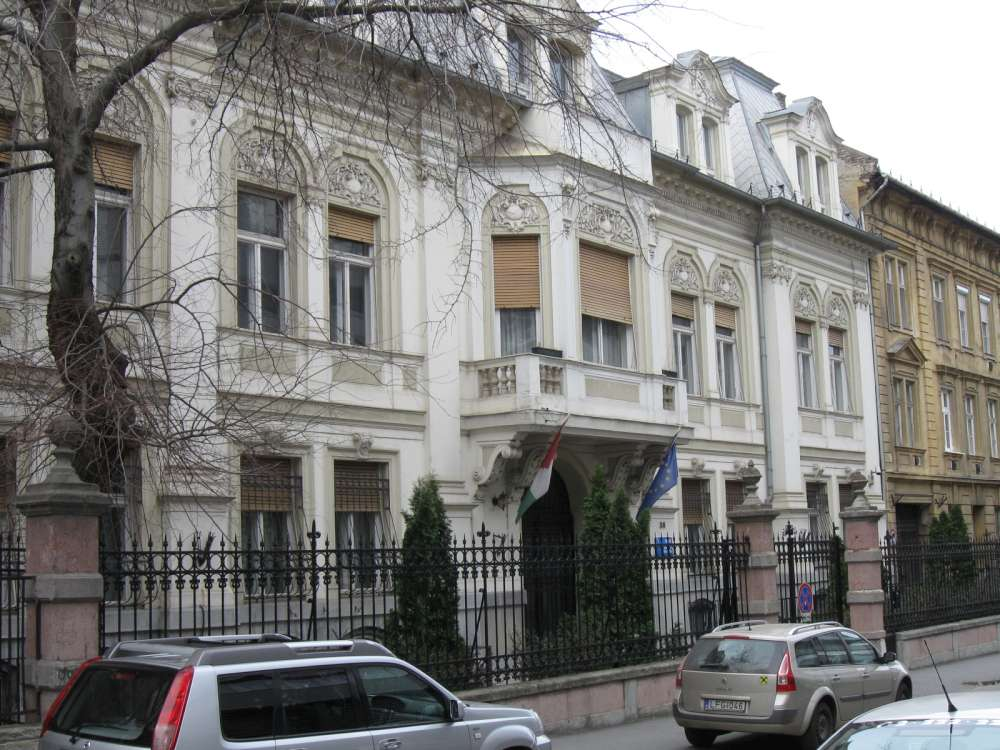
Az SZDSZ egykori, Gizella úti székháza

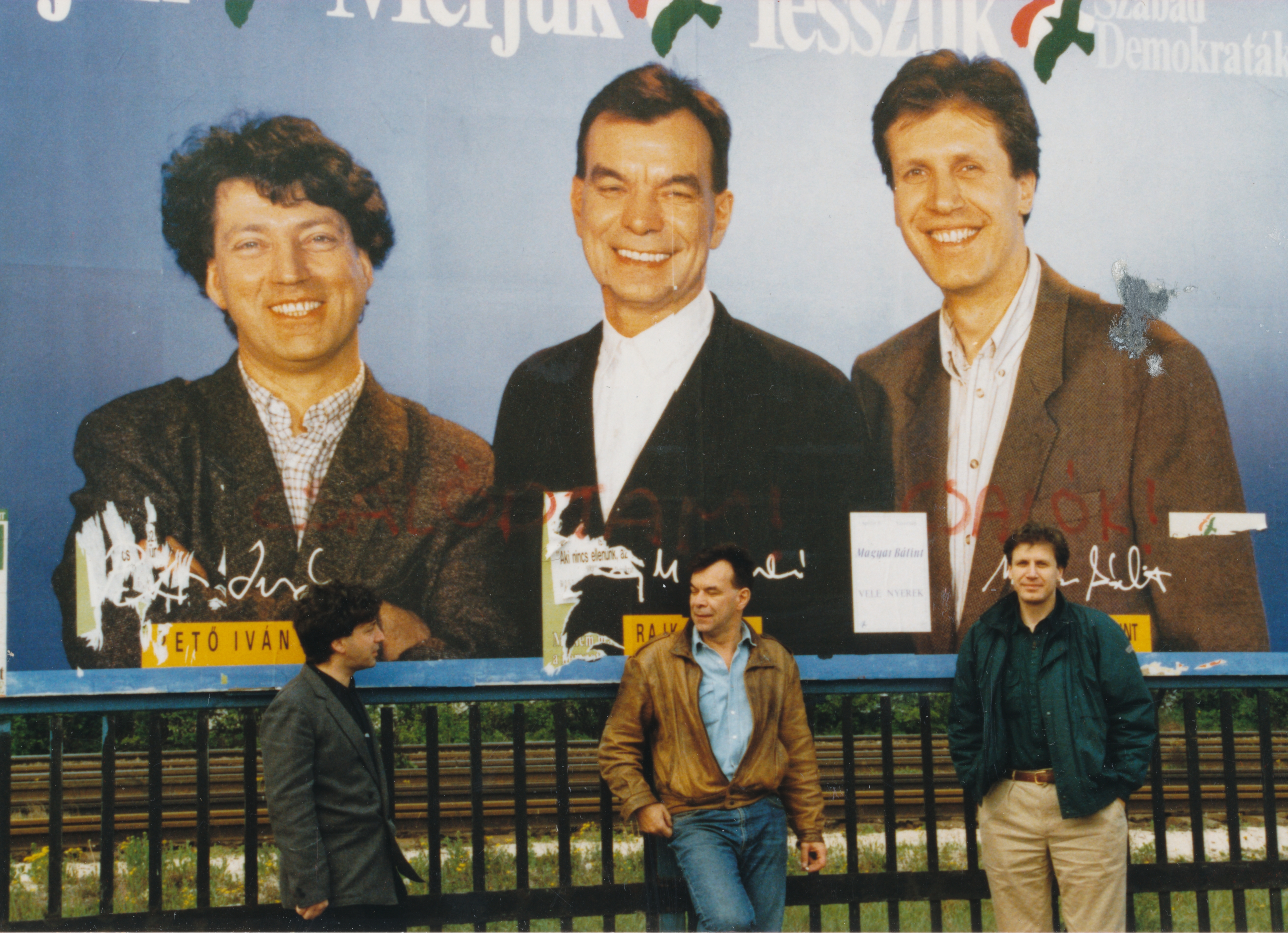
Az SZDSZ választási plakátja 1990-ben a Mexikói út a Millenniumi Földalatti vasút végállomás mellett Budapesten. Előtérben Pető Iván, Rajk László és Magyar Bálint

Az 1990-es országgyűlési választáson az SZDSZ – részben a négyigenes népszavazás sikerének köszönhetően – a második legjobb eredményt érte el (az MDF után); 92 mandátumot szerzett, ezzel a legnagyobb ellenzéki párttá vált. Ugyanakkor mandátumot szerzett két Fidesz–SZDSZ és egy Fidesz–KDNP–SZDSZ közös jelölt is. Az SZDSZ országgyűlési frakciójának vezetője Tölgyessy Péter lett, akit azonban októberben Pető Iván váltott fel e tisztségében.
A választás után, 1990. április 21–22-én tartott kétnapos rendkívüli küldöttgyűlésén az SZDSZ elnökének választotta Kis Jánost (aki február 23. óta megbízott elnökként vezette a pártot). Április 29-én kötötte meg a párt az MDF-fel az MDF–SZDSZ paktumként emlegetett politikai egyezményt, amelynek célja a demokratikus intézmények megszilárdítása és a kormányzás stabilitásának biztosítása volt. A paktum értelmében az SZDSZ jelölhette a harmadik magyar köztársaság első köztársasági elnökét: Göncz Árpádot, aki korábban az SZDSZ Ügyvivői Testületének tagja volt. Az SZDSZ sürgősségi indítvánnyal nyújtotta be törvényjavaslatát „a volt politikai rendőrség (III/3-as osztály) kötelékébe tartozó titkos ügynökök közéleti szereplésének korlátozására”, hogy még az önkormányzati választás előtt ki lehessen zárni a titkosügynököket (szigorúan titkos tiszteket és hálózati személyeket) a közéletből, ám a parlament a sürgősségi indítványt nem fogadta el. A párt az 1990. szeptember 30-án és október 14-én tartott önkormányzati választáson a tízezernél több lakosú településeken első helyen végzett; jelöltjét, Demszky Gábort Budapest főpolgármesterévé választották – majd 1994-ben, 1998-ban, 2002-ben és 2006-ban is újraválasztották.
Az SZDSZ 1991. november 23-24-én tartott közgyűlése Tölgyessy Pétert választotta meg elnöknek a tisztségéről leköszönni kívánó Kis János helyett. Az SZDSZ Tölgyessy konzervatív-liberális irányzatával egyet nem értő korábbi vezetői erre nem jelöltették magukat a párt operatív irányítását végző Ügyvivői Testületbe, s a frakcióvezetőségről lemondott Pető Iván helyébe december 2-án Tardos Márton került. A Tölgyessy-éra csaknem pontosan egy évig tartott: a következő, 1992. november 13-15-én lezajlott közgyűlésen két évre Pető Ivánt választották az SZDSZ elnökévé. Az SZDSZ – bár egyre romlott a viszonya az időközben politikai irányváltást végrehajtó Fidesszel – választási szövetségre lépett a többi liberális párttal: 1994. február 22-én az SZDSZ, a Fidesz, a Liberális Polgári Szövetség - Vállalkozók Pártja és az Agrárszövetség a parlamenti választás második fordulójára érvényes együttműködésről állapodtak meg.

#### 1994–1998
A párt az 1994-es országgyűlési választáson 69 mandátummal – köztük a Fidesz konzervatív fordulatát követően lemondott három volt fiatal demokratáéval – ismét a második helyen végzett, ezúttal az abszolút többséget szerzett MSZP mögött. A liberális tábort élesen megosztotta a szocialistákkal kötendő koalíció kérdése – hiszen a párt addig antikommunistának vallotta magát; végül azzal magyarázták a koalíció megkötését, hogy az SZDSZ mint politikai párt nem térhet ki a „kormányzati felelősség vállalása” elől. A koalíciókötés melletti érvként hozták fel, hogy az MDF-ben egyre erősödő jobboldali radikálisokkal szemben szerintük „az MSZP inkább hajlamos és rászorítható az alkotmányos rend tiszteletben tartására”, s hogy „a koalícióban lévő SZDSZ hatékonyabban szegülhet szembe a kádári nosztalgiákat élesztgető gazdasági populizmussal”, illetve „elősegítheti az MSZP belső, pozitív irányú evolúcióját”. Végül június 5-én a párt rendkívüli küldöttgyűlése felhatalmazást adott a koalíciós tárgyalások megkezdésére; a koalíciós megállapodást június 24-én írták alá.
Ez a koalíció sokaknak meglepetést okozott. Az MSZP-nek a kormányalakításhoz nem lett volna szüksége az SZDSZ-re, mivel önmagában is 54,14% százalékot szerzett, így az MSZP gyakorlatilag tetszőleges feltételeket szabhatott a kormányzásban részt venni kívánó SZDSZ-nek. Az SZDSZ a szavazatok 30,68%-át kapta, amelynek eredményeképp a mandátumok 24,09%-ához jutott, vagyis az MSZP-hez képest 75% szavazattal és 57%-os mandátumaránnyal a koalíciós tárgyalások eredményeképp a 26 miniszteri posztból összesen hármat kapott, a belügyminiszteri, a közlekedési és az oktatásügyi tárcákat. Az alulreprezentáltság miatt az SZDSZ-nek csekély befolyása volt az ország kormányzására, és a ciklus alatt szinte állandósultak a súrlódások a két kormánypárt között. A feszültségek oka legtöbbször az egyeztetések meghiúsulása volt.
1997. április 14-én Pető Iván a Tocsik-ügy miatt lemondott a pártelnöki és a frakcióvezetői tisztségről. Pártelnöknek május 24-én a rendkívüli közgyűlés Kuncze Gábort választotta, a frakcióvezető pedig Szent-Iványi István lett.
A szocialistákkal kötött 1994-es koalíció vélhetőleg nagyban közrejátszott abban, hogy a párt támogatóinak közel kétharmadát veszítette el a következő választásra. Különböző politikai illetve elvi okokból számos ismert és meghatározó tagja és vezetője is kilépett az SZDSZ-ből az évek során: 1996-ban Tölgyessy Péter, a párt egyik volt elnöke, aki 1998-ban a Fidesz országos listájának ötödik helyéről bejutva lett a Fidesz országgyűlési képviselője, 2000-ben Tamás Gáspár Miklós, a párt Országos Tanácsának volt elnöke, 2002-ben Kis János, a párt első elnöke és Hack Péter volt ügyvivő, vagy 2004-ben Eörsi István író.

#### 1998–2002
Az 1998-as országgyűlési választáson az SZDSZ már csak a negyedik helyen végzett; mindössze 24 képviselője szerzett mandátumot, a párt 1998 és 2002 között ellenzéki pártként működött.
2000-ben népi kezdeményezés keretében aláírásgyűjtést kezdett a sorkatonai szolgálat megszüntetéséért, de a többi parlamenti párt leszavazta az indítványt. (A sorkatonaságot végül 2004-ben törölték el.)

#### 2002–2006
A 2002-es országgyűlési választáson a párt 19 képviselője és egy MSZP–SZDSZ közös jelölt szerzett mandátumot. Az MSZP és az SZDSZ ismét koalíciót kötött egymással és kormányzati pozícióba kerültek, ahol 14 minisztériumból négyet irányított liberális miniszter. A 2002-es választásokra alapvetően módosult a helyzet az 1994-eshez képest. Az SZDSZ épp hogy megugrotta a parlamenti küszöböt (5,18% mandátummal), vagyis törpepárt lett. Ugyanakkor az MSZP-nek éppen ennyi kellett ahhoz, hogy többségi kormányt alakíthasson. Az MSZP-nek ekkor szüksége volt az SZDSZ-re, ezért végül eggyel több tárcát kapott az SZDSZ törpepártként, mint az első koalícióban a második legnagyobb pártként. Ettől azonban az SZDSZ politikai súlya nem nőtt meg, az oktatási, hírközlési és környezetvédelmi tárcák továbbra sem adtak lehetőséget a kormányzás liberalizálására.
A 2004-es európai parlamenti választáson az SZDSZ két mandátumot szerzett a Magyarországnak járó 24-ből.
A pártnak kezdeményező szerepe volt Medgyessy Péter miniszterelnök 2004. augusztusi menesztésében, melyhez egy, Csillag István SZDSZ-es gazdasági miniszter elmozdítása körüli vita vezetett. Medgyessy még távozása előtt egy, a Népszabadságnak adott interjúban úgy fogalmazott, hogy „az SZDSZ tele van korrupciós ügyekkel” Az SZDSZ-es képviselők többségének tartózkodása miatt[forrás?] az MSZP köztársasági elnökjelöltje, Szili Katalin házelnökkel szemben, a jobboldali pártok által támogatott Sólyom László nyerte el 2005-ben az elnöki posztot.
Az MSZP-vel letöltött két koalíciós kormányzati ciklus miatt az SZDSZ-t baloldalinak szokás minősíteni, a „balliberális” jelző ezt fejezi ki.

#### 2006–2010

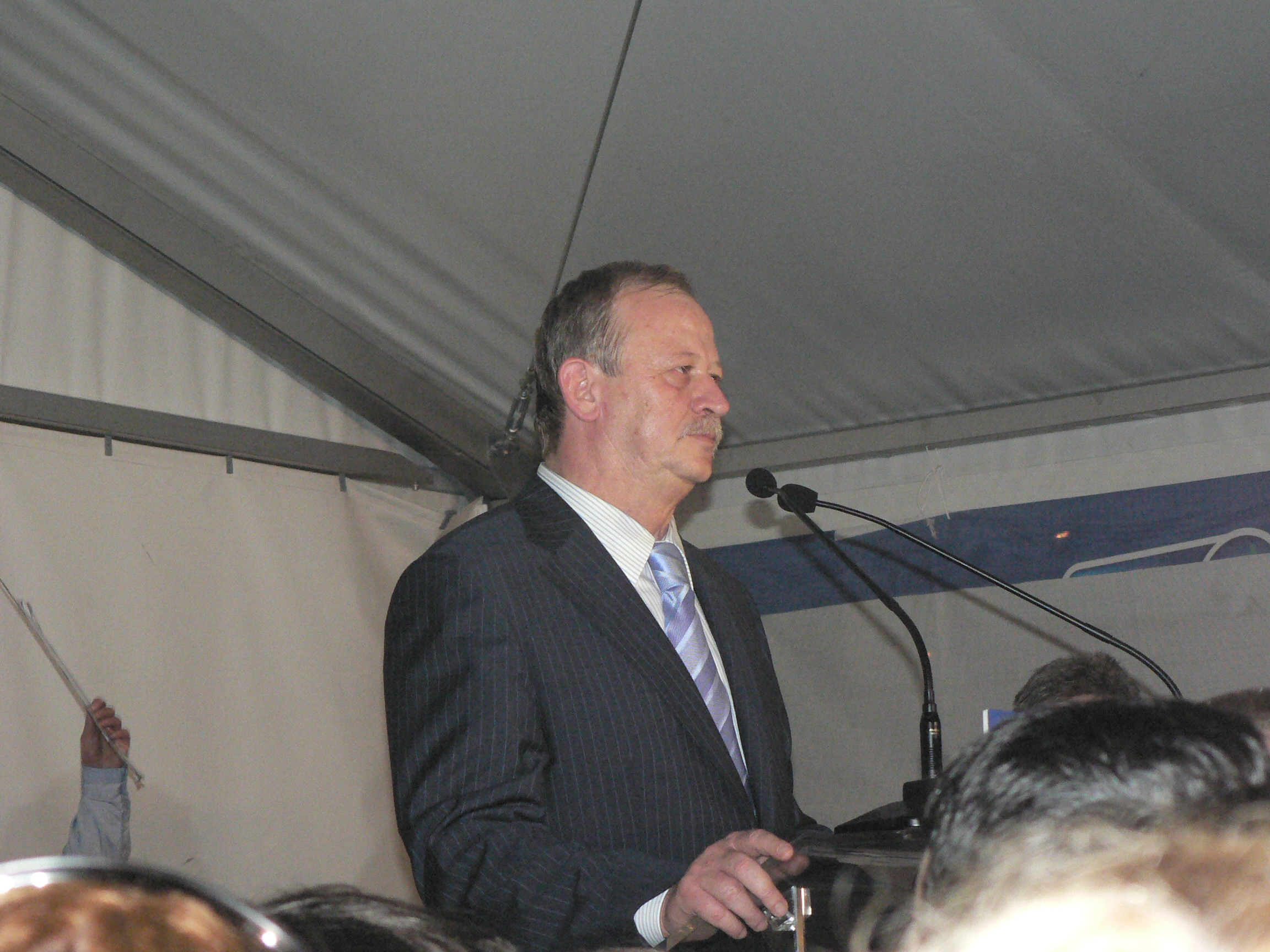
Kuncze Gábor 2006. április 23-án a Liberális sátorban

A 2006-os országgyűlési választáson a párt 18 képviselője és 6 MSZP–SZDSZ közös jelölt szerzett mandátumot - közülük ketten, Sándor Klára és Hankó-Faragó Miklós lettek az SZDSZ-frakció tagjai. Az MSZP és az SZDSZ megújította a koalíciós szerződést és folytatták a kormányzást.
2007. március 31-én a kevesebb mint egy éve párttag Kóka Jánost választotta meg a tisztújító küldöttgyűlés pártelnöknek.Az elnökválasztásról egy évvel később, 2008 márciusában kiderült, hogy azon „álküldöttek” vettek részt (vagyis olyanok nevében is aláírták a részvételi lapot, akik ott sem voltak, s akik nevében szavaztak is valamely elnökjelöltre). Egy, az Index internetes portálon megjelent cikk szerint az elnökjelöltekre leadott voksok száma akár 26-tal is több lehetett, mint ahányan szavazólapjukat a jelenléti ív tanúsága szerint felvették. A szavazáskor a voksok leadására szolgáló helyiségből kivezették a sajtó munkatársait. A nyilvánosságra került csalások alapjaiban kérdőjelezték meg az elnökválasztás eredményét.
Az elnökválasztás szabálytalanságaival kapcsolatban a párt belső vizsgálatot tartott és összesen négy álküldöttet talált. A bizottság vezetője, Jüttner Csaba, miután a csalás bebizonyosodott, rendőrségi bejelentést tett. Az Indexen megjelent cikkre reagálva a párt közleményében a szavazók száma és a szavazatok mennyisége közötti eltérést a küldöttgyűlés két választásának jelenléti ívei – nevezetesen az elnökválasztás és ügyvivőválasztás listái – „összekeveredésével” magyarázta, mely azonban az Index szerint ellentmond a választás tisztaságát vizsgáló Jüttner Csaba jelentésének, amely azt állította, a fővárosi bíróságon egyedül az elnökválasztás második fordulójának küldöttlistái érhetőek el. Amennyiben valóban adminisztrációs hiba történt, az azon a tényen nem változtat, hogy a listán kevesebb név szerepelt, mint ahányan voksoltak. A reakciót utóbb az SZDSZ több prominens személyisége is „szánalmas magyarázkodásnak” találta.
Az MSZP-SZDSZ koalíció szempontjából súlyos 2008-as népszavazási vereség után Gyurcsány Ferenc miniszterelnök meneszteni kívánta Horváth Ágnes egészségügyi minisztert, akár a két párt közötti koalíciós szerződés figyelmen kívül hagyása révén is. Az SZDSZ határozottan kiállt Horváth mögött, akár még azon az áron is, hogy Horváth menesztésével kilép a koalícióból és/vagy megvonja Gyurcsány Ferenctől bizalmát.
Gyurcsány 2008. március 31-én, április 30-i hatállyal, felmentette a minisztert. Az SZDSZ ügyvivői testülete aznap kora esti ülésén egyhangúlag úgy döntött, hogy április 30-i hatállyal visszahívja az SZDSZ-es kormánytagokat, egyúttal bejelentette a koalíció felbontását is, azonos határidővel.
A 2008. június 7-i rendkívüli tisztújító küldöttgyűlésen Fodor Gábort Kóka János ellenében 346–344 arányban elnökké választották.
2009-ben az Európai Parlamenti választáson az SZDSZ mindössze 2,16%-ot ért el, így nem jutott be a parlamentbe.
Az SZDSZ a választási eredményeket látva súlyos kudarcként értékelte a szereplését, ezért Fodor Gábor lemondott pártelnöki tisztségéről, majd rá egy hónapra országgyűlési mandátumáról is.
A 2009. július 12-i rendkívüli tisztújító küldöttgyűlésen Retkes Attilát Badacsonyi Szabolcs és Weinek Leonárd ellenében 228-106-72 arányban elnökké választották. Az új elnök megválasztása után Kóka János frakcióvezetőt lemondásra szólította fel. A BKV-vel kapcsolatos 2009. nyári botrány következményeinek felszámolása körüli egyet nem értés oda vezetett, hogy 2009. október 13-án az MSZP budapesti elnöksége megállapította, a Szabad Demokraták Szövetsége felmondta az MSZP-vel 2006-ban megkötött fővárosi koalíciós megállapodást.
A 2010. évi országgyűlési választásra készülve az SZDSZ és az MDF vezetése tárgyalásokat kezdett egy lehetséges választási együttműködés formáiról. 2010. március 22-én megszületett az MDF listája. Tíz egyéni jelöltjük indult a választáson, az MDF országos listájának első tíz helyéből a 6. és 7. helyén állt SZDSZ-jelölt (Retkes Attila, Ikvai-Szabó Imre). Mivel az MDF mindössze a szavazatok 2,66%-át szerezte meg, egyéni körzetben sem tudott nyerni sehol, ezért az SZDSZ az MDF-fel együtt elbúcsúzott a Parlamenttől.

### Parlamenten kívül
Az SZDSZ 2010. április 21-től május 25-ig tagságmegújító tagellenőrzést végzett. A revízió során az egy évvel korábbi taglétszámnak csupán 10%-a erősítette meg párttagságát, többek közt Demszky Gábor főpolgármester is távozott a pártból. A párt meggyengülését jelezte az is, hogy kénytelen volt értékesíteni a Gizella út 36. sz. alatti székházát, amelyből a jóval kisebb Ráday utcaiba költözött.
A költözést és a tagrevíziót kezdeményező Retkes Attila 2010. május 29-én lemondott a pártelnökségről. 2010 júniusában összeült az országos küldöttgyűlés, amelyen a tisztújítások mellett az alapszabály módosításáról is döntöttek. Eszerint a jövőben egy öttagú ügyvivői testület vezeti a pártot.

### Anyagi problémák
Az Állami Számvevőszék (ÁSZ) 2012. szeptember 4-i sajtótájékoztatóján bejelentette, hogy az ellenőrzésük után „a teljesség és valódiság elvének sem felel meg” az SZDSZ 2010-es beszámolója, miszerint a párt nem tudott elszámolni egy 56,5 millió forintos adomány jogszerűségével, amit emiatt vissza kell fizetnie az államkasszába. Ahogy a szervezet felügyeleti vezetője, Horváth Balázs elmondta, a párt alapítványának, a Szabó Miklós Alapítványnak vizsgálatakor derült ki, hogy a 2010-ben kapott több tízmilliós adományt az SZDSZ csak abban az esetben fogadhatta volna el, ha bizonyítást nyer, hogy az adományozó alapítvány nem részesült közvetlen költségvetési támogatásban. Mivel a párt ezt nem tudta igazolni, az összeget vissza kell fizetne az államnak. Az SZDSZ még 2009-ben felvett 300 millió forint hitelt is, de a választások elvesztésével ennek törlesztése is kérdésessé vált, mivel a párt elesett az állami támogatástól. A felvett összeget legálisan csak ingatlanvásárlásra fordíthatták.
Az ÁSZ jelentése szerint az SZDSZ adóssága már 2010-ben is mintegy 800 millió forintra rúgott, melyet nagyrészt ingatlanvásárlások eredményeztek. A párt húsz ingatlan megvásárlásához vett fel 415 millió forint kedvezményes hitelt a Magyar Fejlesztési Banktól jelzálogjog-bejegyzéssel, miután azonban a párt 2011 júliusa óta nem tudta teljesíteni a fizetési kötelezettségét, a bank felmondta a hitelszerződést. Mivel az SZDSZ 2011-ben mindössze 3,2 millió forint bevételről számolt be, kétséges, hogy valaha is rendezni tudják az adósságot. Kiderült továbbá, hogy a párt 2010-es beszámolójában nem tüntette fel 58 millió forintos kamattartozását sem, ezen kívül pedig valótlan adatokkal rendelkező bizonylattal próbáltak igazolni egy 4,3 millió forintos támogatást. Ebben az ügyben az ÁSZ az ügyészséghez fordult, amit a rendőrség vizsgál. A párt honlapján 2013 őszén a következő nyilatkozat szerepelt:

„Elszámoltunk
Az előző kormányzati ciklusban született törvénynek köszönhetően minden parlamenti párt lehetőséget kapott, hogy az addig félig-meddig rendezett jogviszonyok közepette használt pártingatlanok jogi státuszát rendezze, azaz egy a Magyar Fejlesztési Bank által nyújtott hitelkonstrukció keretében megvásárolja korábban bérlőként, vagy más jogcímen használt pártirodáit.
Ezzel a lehetőséggel élt is minden párt, vett fel hiteleket a Magyar Fejlesztési Banktól, és természetesen minden pártnak hasonló tartozásai vannak.
Az SZDSZ úgy szűnik meg, hogy rendezi a tartozásait. A jelzáloggal megterhelt ingatlanok, amelyek értelemszerűen többet érnek, mint a rájuk felvett hitelek, a hitelezőhöz, azaz az államhoz kerülnek. A hitelből megvásároltak közül egyetlen elem sem került ki a portfólióból, egyetlen ingatlan sem került eladásra, továbbadásra, stb.
Azt, hogy az ingatlanvagyon fedezetet jelent a hitelre, nem csak mi állítottuk, hanem a NAV tavalyi vizsgálata is.
Az elmúlt években több párt (pl. kisgazdapárt, MIÉP) szűnt meg úgy, hogy óriási tartozásokat hagyott maga után.
Az SZDSZ elszámol, és átlátható módon fejezi be a működését.”

– szdsz.hu

Az SZDSZ honlapja 2014 januárjára megszűnt, ahogy a párt vidéki szervezeteinek oldalai is elérhetetlenek lettek. A Wayback Machine szerint a honlapon a legutolsó frissítés 2013 decemberére volt tehető.
Az SZDSZ tartozásai miatt a jobbikos Szilágyi György feljelentése alapján 2014. február 13-án rendelt el nyomozást a IX. Kerületi Ügyészség. Mint kiderült az ingatlanvásárlásra felvett, állami garanciavállalással támogatott több százmillió forintos hitelből olyan településeken is vásároltak ingatlanokat, ahol a pártnak nem is volt pártszervezete.
2014. szeptember 12-én kiderült, hogy Retkes Attila volt SZDSZ-elnököt négymillió forint elsikkasztásával vádolják. A gyanú szerint Retkes a pénzt 2010 áprilisában azzal az indokkal vette fel a pártkasszából, hogy azt az SZDSZ Operatív Testületének döntése alapján egy krízishelyzetben lévő gyermekekkel foglalkozó alapítványnak[pontosabban?] adja. A rendőrség szerint a támogatási szerződés valótlan tartalmú, az alapítvány nem létezik, a pénzzel a pártelnök sajátjaként rendelkezett. Retkes tagadta a sikkasztást és panaszt tett, de az illetékes kerületi ügyészség azt elutasította. A volt elnök addig is szabadlábon védekezik. Retkes ügyvédje szerint a volt elnöknek kötelessége volt aláírni a támogatási szerződést, de pénzt nem vett át és nem ő volt az, aki engedélyezte az összeg kifizetését.

### Megszűnés
Az SZDSZ Országos Tanácsának 2013. június 8-án tartott ülése alkalmával a küldöttgyűlés összehívására tettek javaslatot, de ennek kapcsán Szigethy István, volt országgyűlési képviselő a párt feloszlatását indítványozta, vagyis hogy a párt kérvényezze önmaga feloszlatását az ügyészségtől, miután Szigethy szerint az SZDSZ „de facto” már nem létezik, ezért nem is lennének küldöttei a küldöttgyűlésre. A javaslatot az Országos Tanács elfogadta, és az erről szóló dokumentumot eljuttatta Szabadai Viktor társelnöknek, aki nem volt jelen az ülésen. Ezen kívül az ülésen lemondott az Országos Tanács elnöke, Johnné Rósenblüth Erzsébet, aki helyett nem is választottak új elnököt.
Az SZDSZ a gyakorlatban 2013 végére megszűnt működni, de csak 2014 szeptemberében született a megszűnését hivatalosan is kinyilvánító határozat. A párt jogilag még 2021-ig létezett, ekkor törölték csak a bírósági nyílvántartásból.

### Utódpártok
Az SZDSZ-nek nem lett hivatalos utódszervezete, de a párt prominens politikusai közül többen létrehoztak néhány más, liberális eszmeiséget követő szervezetet. Az egyik a Fodor Gábor által életre hívott Liberálisok, a másik a Kuncze Gábor fémjelezte Szabadelvű Polgári Egyesület, a harmadik az Ungár Klára féle Szabad Emberek Magyarországért lett.

### A párt elnökei
| A Szabad Demokraták Szövetsége elnökei | A Szabad Demokraták Szövetsége elnökei | A Szabad Demokraták Szövetsége elnökei |
| Név                                    | hivatal kezdete                        | hivatal vége                           |
| -------------------------------------- | -------------------------------------- | -------------------------------------- |
| Kis János                              | 1990. február 23.                      | 1991. november 23.                     |
| Tölgyessy Péter                        | 1991. november 23.                     | 1992. november 13.                     |
| Pető Iván                              | 1992. november 13.                     | 1997. április 24.                      |
| Kuncze Gábor                           | 1997. április 24.                      | 1998. május 31.                        |
| Magyar Bálint                          | 1998. május 31.                        | 2000. december                         |
| Demszky Gábor                          | 2000. december                         | 2001. június                           |
| Kuncze Gábor                           | 2001. június                           | 2007. március 31.                      |
| Kóka János                             | 2007. március 31.                      | 2008. június 7.                        |
| Fodor Gábor                            | 2008. június 7.                        | 2009. július 12.                       |
| Retkes Attila                          | 2009. július 12.                       | 2010. május 29.                        |

Az elnökök közül Fodor Gábor politizált még a legtovább, a többiek korábban visszavonultak az aktív politikai élettől, és a civil életben üzleti, oktatói vagy tanácsadói munkakörben tevékenykednek, de van olyan is, aki már nyugdíjba vonult. Fodor 2019-ben, a Liberálisok elnöki tisztének lemondása után jelentette be, hogy visszavonul és maga is oktató lesz.

### A párt ügyvivői
| A Szabad Demokraták Szövetsége ügyvivői                                   | A Szabad Demokraták Szövetsége ügyvivői | A Szabad Demokraták Szövetsége ügyvivői |
| Név                                                                       | hivatal kezdete                         | hivatal vége                            |
| ------------------------------------------------------------------------- | --------------------------------------- | --------------------------------------- |
| Lövei Csaba, Szabadai Viktor, Szigethy István, Varga Győző, Tarján András | 2010. június 26.                        | 2013 ősze                               |

## Ideológiája
A rendszerváltáskor élesen kommunistaellenes retorikát használó párt – az alakulásakor elfogadott Elvi nyilatkozatában többek között a magyar reformkor és a liberalizmus, a polgári radikalizmus, az 1956-os forradalom és a demokratikus ellenzék utódaként határozta meg magát; alapszabálya szerint a szabadság és a szolidaritás pártja. A rendszerváltás idején politikai vetélytársaitól eltérően azt hirdette: „nemcsak az utolsó negyven évvel áll szemben, hanem a Trianon utáni egész hetven esztendőhöz képest kíván nemzeti újrakezdést”.
Gazdaságpolitikájában a piac szabadságának és a minél kisebb államnak, a piaci anarchizmusnak a híve. Programja szerint fellép az emberi jogok, minden fajta kisebbség védelmében, a kirekesztés, a rasszizmus, a fasizmus, az antiszemitizmus, a homofóbia, a nacionalizmus, a sovinizmus, az irredentizmus, a protekcionizmus és a revizionizmus ellen, szorgalmazza a drogfogyasztás legalizálását, dekriminalizációját, az eutanázia és a béranyaság engedélyezését, elvi álláspontja szerint a nőknek joguk van a terhességmegszakításhoz a terhesség korai szakában.
A párt egykori támogatóinak többsége a nagyvárosokban, főleg Budapesten élt. Vidéken – néhány kivételtől eltekintve – rendszerint jóval gyengébben szerepelt.

## Embléma
Emblémája a nemzeti színeket kifejező három, egy piros, egy fehér és egy zöld színű, a néző szemszögéből jobbról balra, 45 fokos szögben egymást követve szárnyaló stilizált madár.

## Választási eredmények

### Országgyűlési választások
| Választás | Szavazatok száma (I. forduló) | Szavazatok aránya (I. forduló) | Szavazatok száma (II. forduló) | Szavazatok aránya (II. forduló) | Mandátumok száma | Mandátumok aránya | Parlamenti szerepe                       |
| --------- | ----------------------------- | ------------------------------ | ------------------------------ | ------------------------------- | ---------------- | ----------------- | ---------------------------------------- |
| 1990-es   | 1 050 452                     | 21,40%                         | 1 045 920                      | 30,68%                          | 93 / 386         | 24,09%            | ellenzék                                 |
| 1994-es3  | 1 066 074                     | 19,74%                         | 1 222 251                      | 28,51%                          | 69 / 386         | 17,62%            | kormánypárt1                             |
| 1998-as3  | 353 186                       | 7,88%                          | 14 763                         | 3,05%                           | 24 / 386         | 6,22%             | ellenzék                                 |
| 2002-es3  | 313 084                       | 5,57%                          | 126 966                        | 2,89%                           | 20 / 386         | 5,18%             | kormánypárt1                             |
| 2006-os3  | 351 612                       | 6,50%                          | 64 501                         | 1,99%                           | 20 / 386         | 5,18%             | kormánypárt1 (2008. április 30-ig)       |
| 2006-os3  | 351 612                       | 6,50%                          | 64 501                         | 1,99%                           | 20 / 386         | 5,18%             | kormányt támogató (2008. április 30-tól) |
| 2010-es2  | —                             | —                              | —                              | —                               | —                | —                 | nem jutott be                            |

Megjegyzés:

1: 1994-ben, 2002-ben és 2006-ban az MSZP-vel kötött koalíciós szerződések révén lett kormánypárt. Ez utóbbi megállapodást 2008. április 30-ával felmondta, és a kormányzást kívülről támogató párt köztes szerepére rendezkedett be.

2 2010-ben önállóan nem indult, tagjai az MDF listáin kaptak helyet, csupán tízen indultak közös (MDF-SZDSZ) jelöltként, de mindegyikük kiesett már az első fordulóban

3 A közös listákról bejutott, és SZDSZ frakcióhoz csatlakozott képviselők eredményeit nem tartalmazza a táblázat, de a mandátumok számában és arányában benne van.
- Lásd még: Magyar választási rendszer

### Európai parlamentiválasztások
| Választás | Szavazatok száma | Szavazatok aránya | Mandátumok száma | Európai parlamenti csoport                                    | Európai parlamenti alcsoport                   |
| --------- | ---------------- | ----------------- | ---------------- | ------------------------------------------------------------- | ---------------------------------------------- |
| 2004-es   | 237 908          | 7,77%             | 2                | Liberálisok és Demokraták Szövetsége Európáért Csoport (ALDE) | Európai Liberáldemokrata és Reform Párt (ELDR) |
| 2009-es   | 62 527           | 2,16%             | nem jutott be    | —                                                             | —                                              |